# قصه‌های پدر و پسر
قصه‌های پدر و پسر یک مجموعه تلویزیونی محصول سال ۱۳۷۰ به کارگردانی فریال بهزاد،  می‌باشد که از برنامه کودک و نوجوان شبکه یک پخش شد.

## بازیگران
- پویا کرمی
- عباس افشاریان
- فردوس کاویانی
- نیما صباحی